# Saalfeld−Rudolstadt járás
Saalfeld−Rudolstadt járás egy járás Türingia tartományban. 1994 óta létezik, (először Schwarza-Kreis névvel) amikor a rudolstadti és s saalfeldi járás egyesültek. 

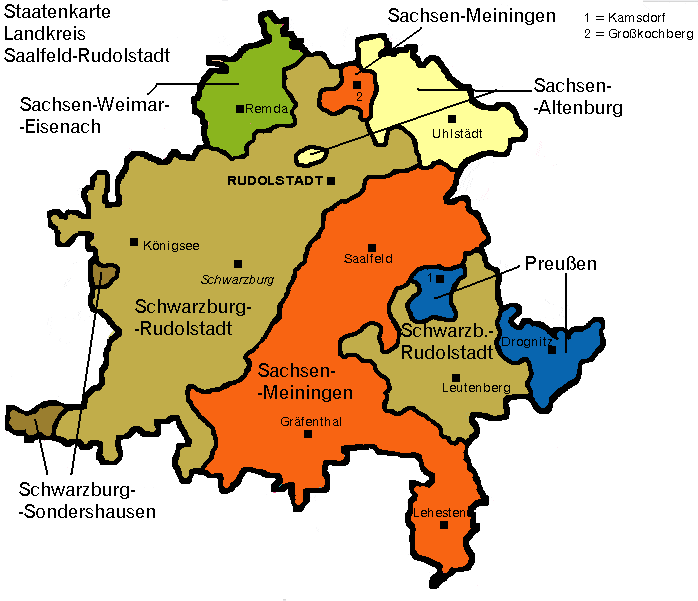
A járás állami feloszlása 1922 előtt

## Népesség
A járás népessége az elmúlt években az alábbi módon változott:

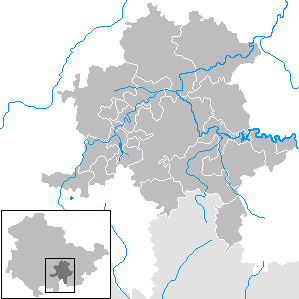
Ämter und Gemeinden

## Városok és községek
| Önálló települések 1. Bad Blankenburg, város 2. Leutenberg, város 3. Rudolstadt, város 4. Saalfeld/Saale, város 5. Uhlstädt-Kirchhasel 6. Unterwellenborn Községek közös önkormányzati adminisztrációval 1. Kaulsdorf 1. Altenbeuthen 2. Drognitz 3. Hohenwarte 2. Königsee, város 1. Allendorf 2. Bechstedt | Közigazgatási közösségek (Verwaltungsgemeinschaft) * A székhelye \| - 1. Schiefergebirge 1. Gräfenthal, város 2. Lehesten, város 3. Probstzella * - 2. Schwarzatal 1. Cursdorf 2. Deesbach 3. Döschnitz 4. Katzhütte 5. Meura 6. Rohrbach (Saalfeld) 7. Schwarzatal, város* 8. Schwarzburg 9. Sitzendorf 10. Unterweißbach \| |
| - 1. Schiefergebirge 1. Gräfenthal, város 2. Lehesten, város 3. Probstzella * - 2. Schwarzatal 1. Cursdorf 2. Deesbach 3. Döschnitz 4. Katzhütte 5. Meura 6. Rohrbach (Saalfeld) 7. Schwarzatal, város* 8. Schwarzburg 9. Sitzendorf 10. Unterweißbach                                                       | |

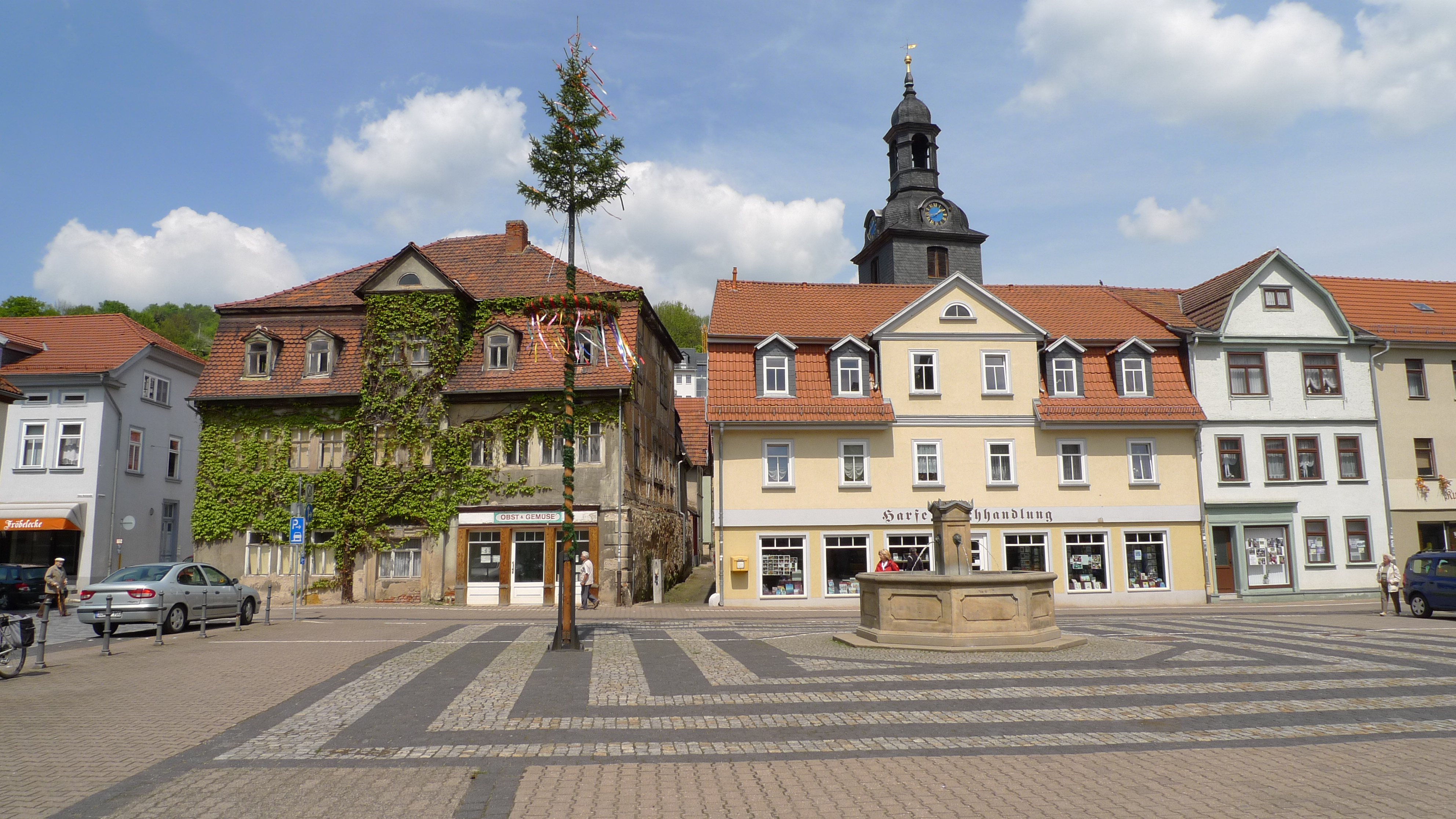
Bad Blankenburg
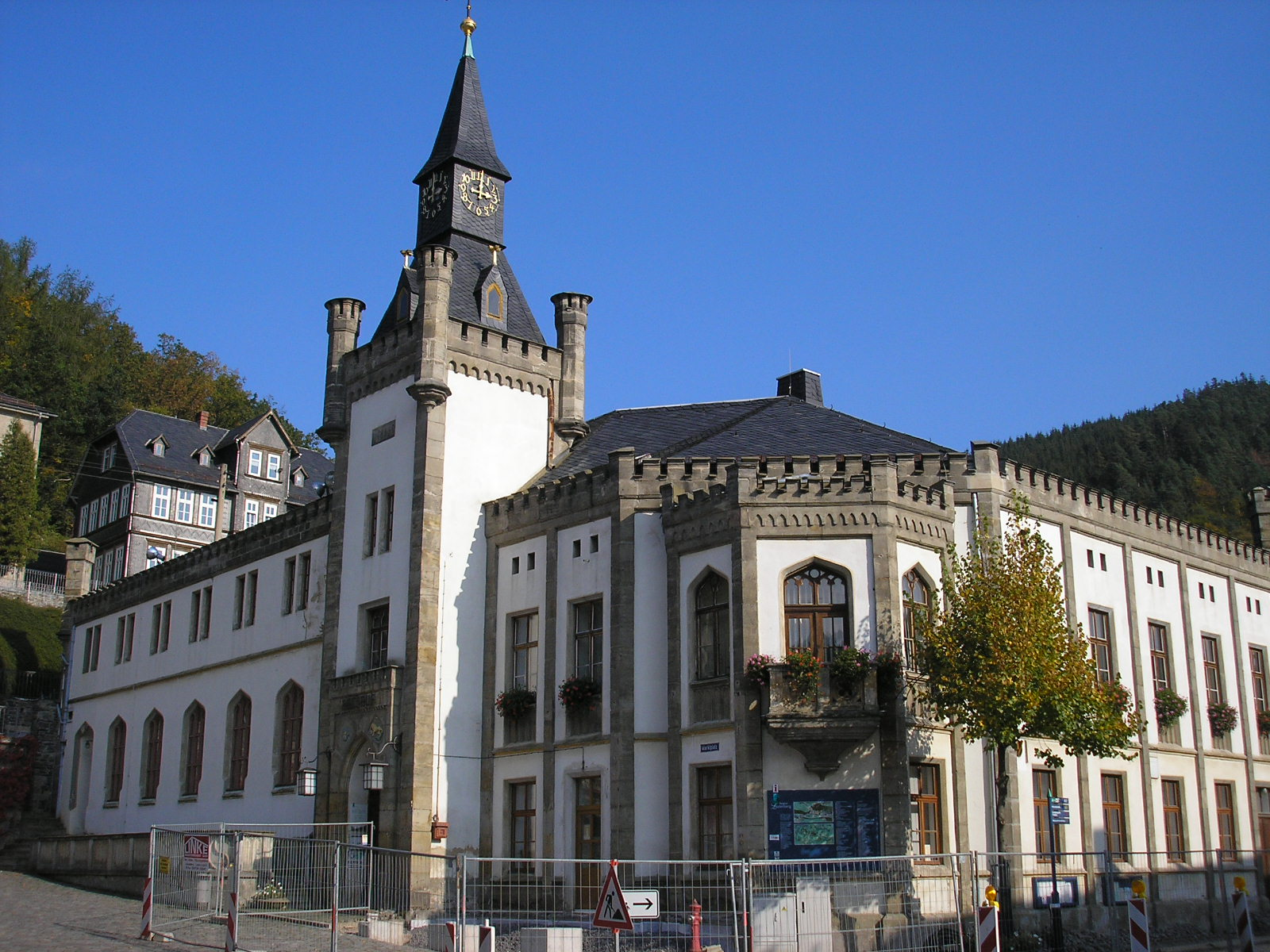
Leutenberg
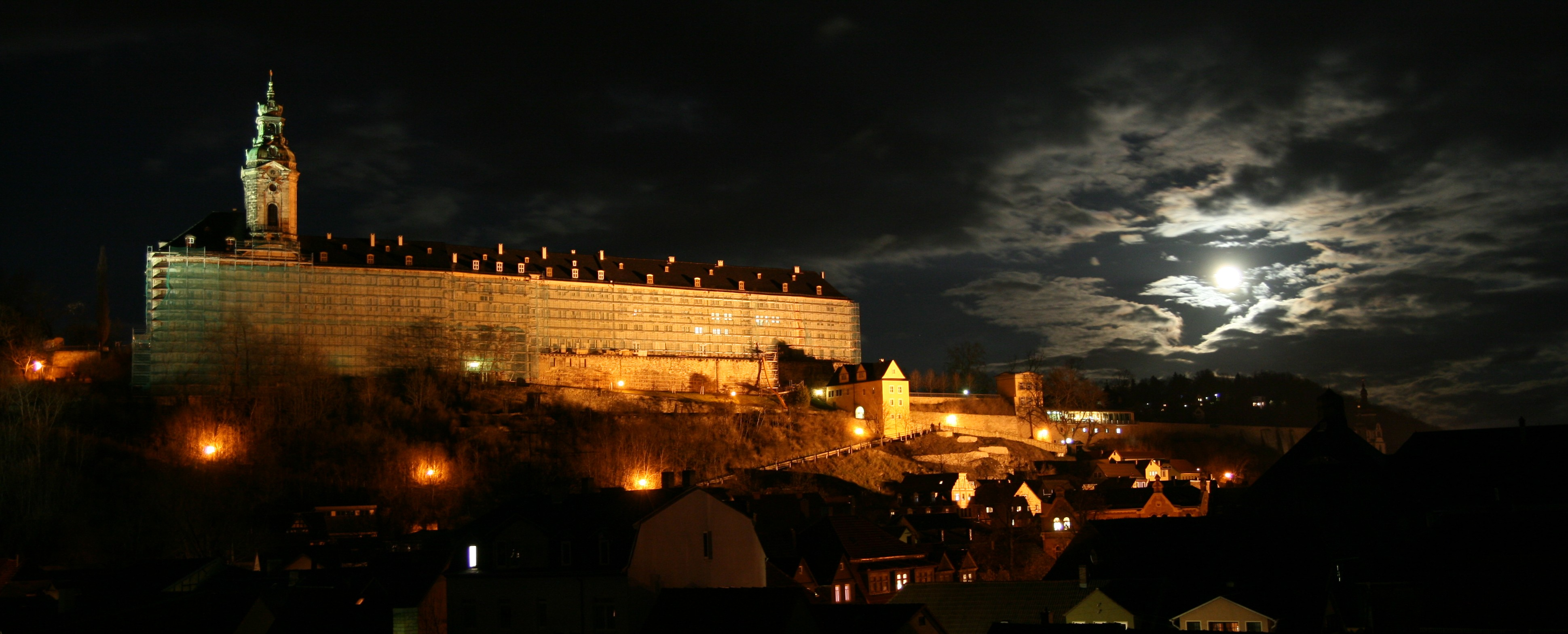
A Heidecksburg Rudolsatdtban
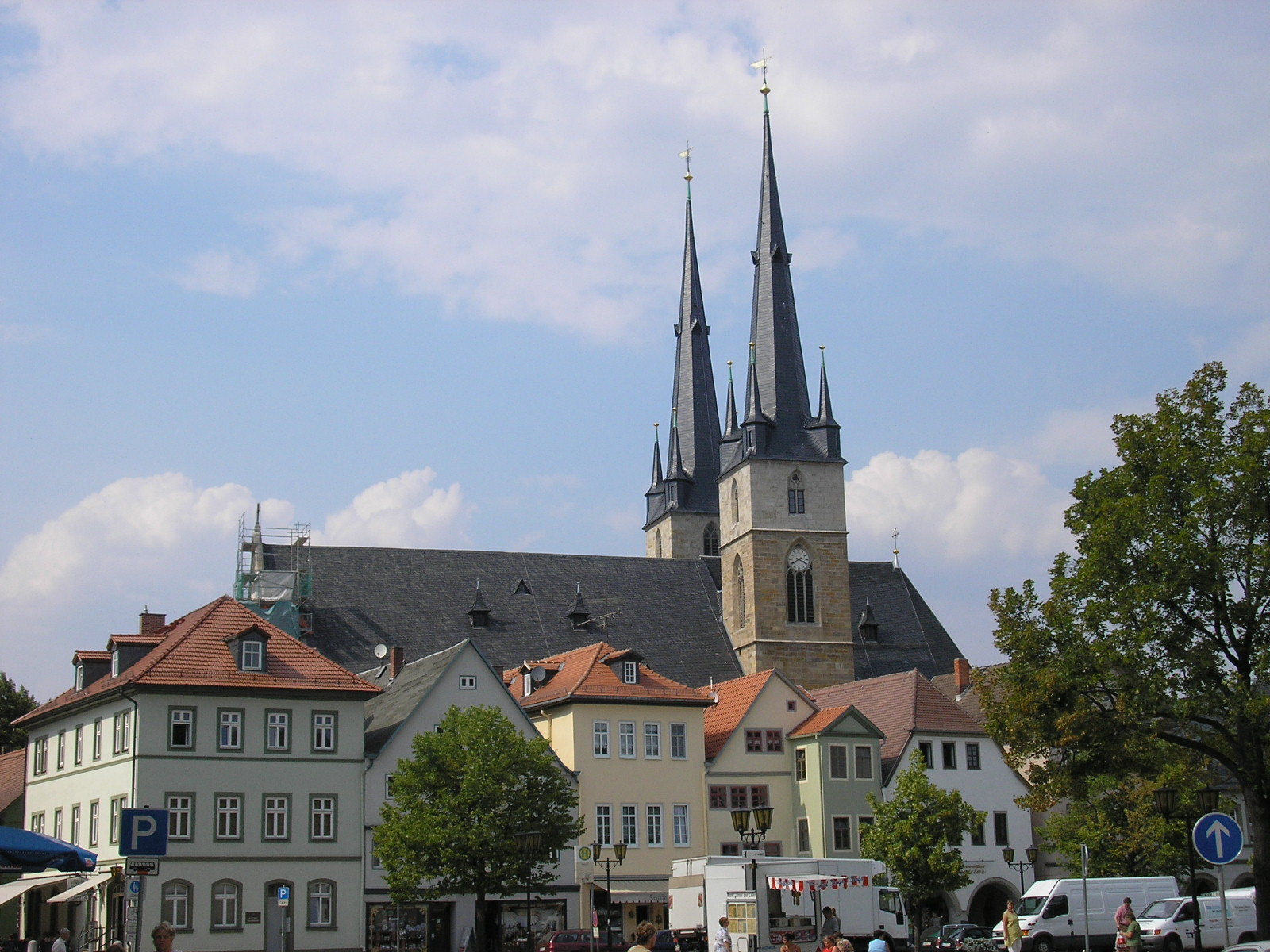
Saalfeld
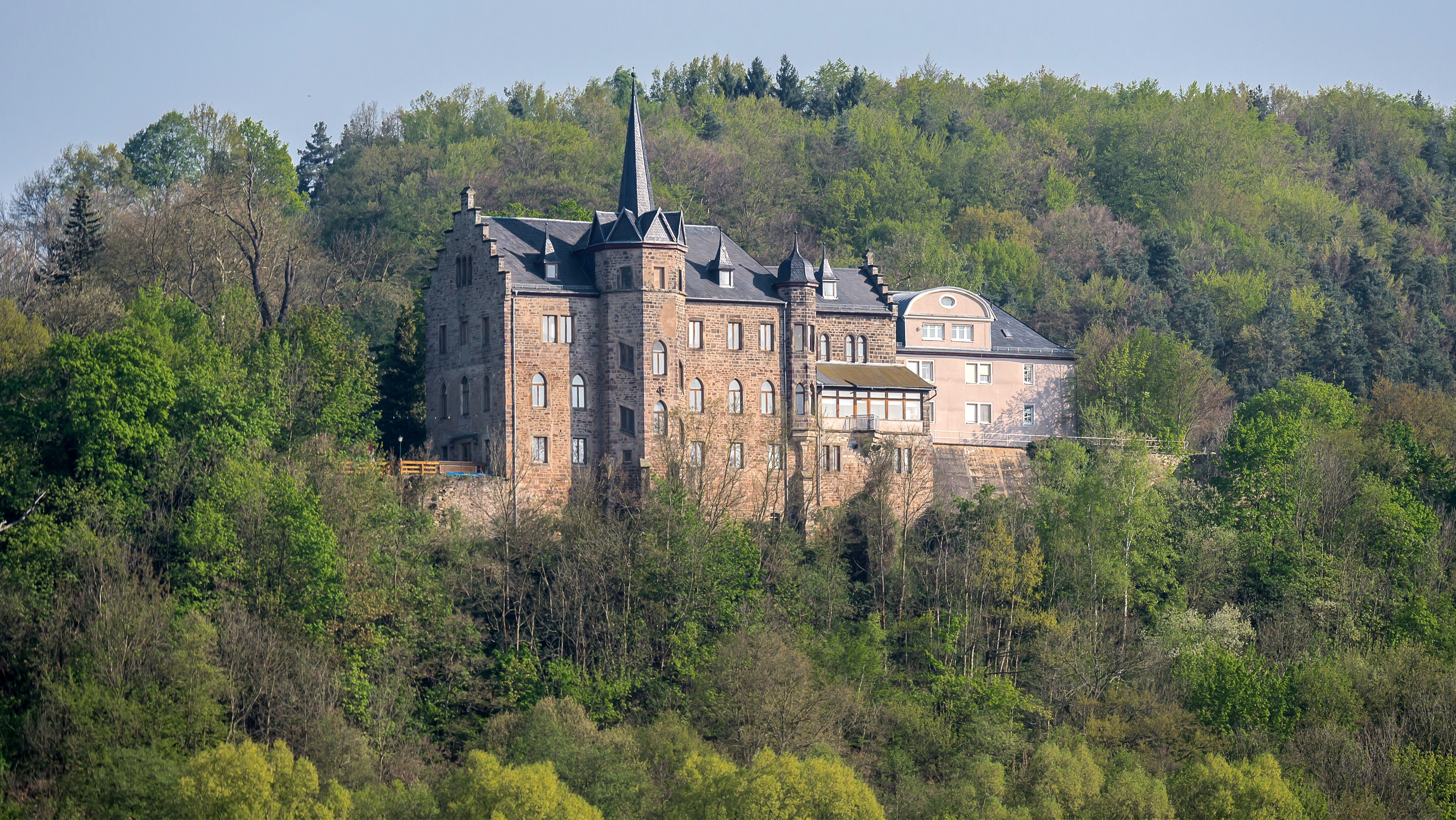
A Weißenburg Uhlstädt-Kirchhaselben
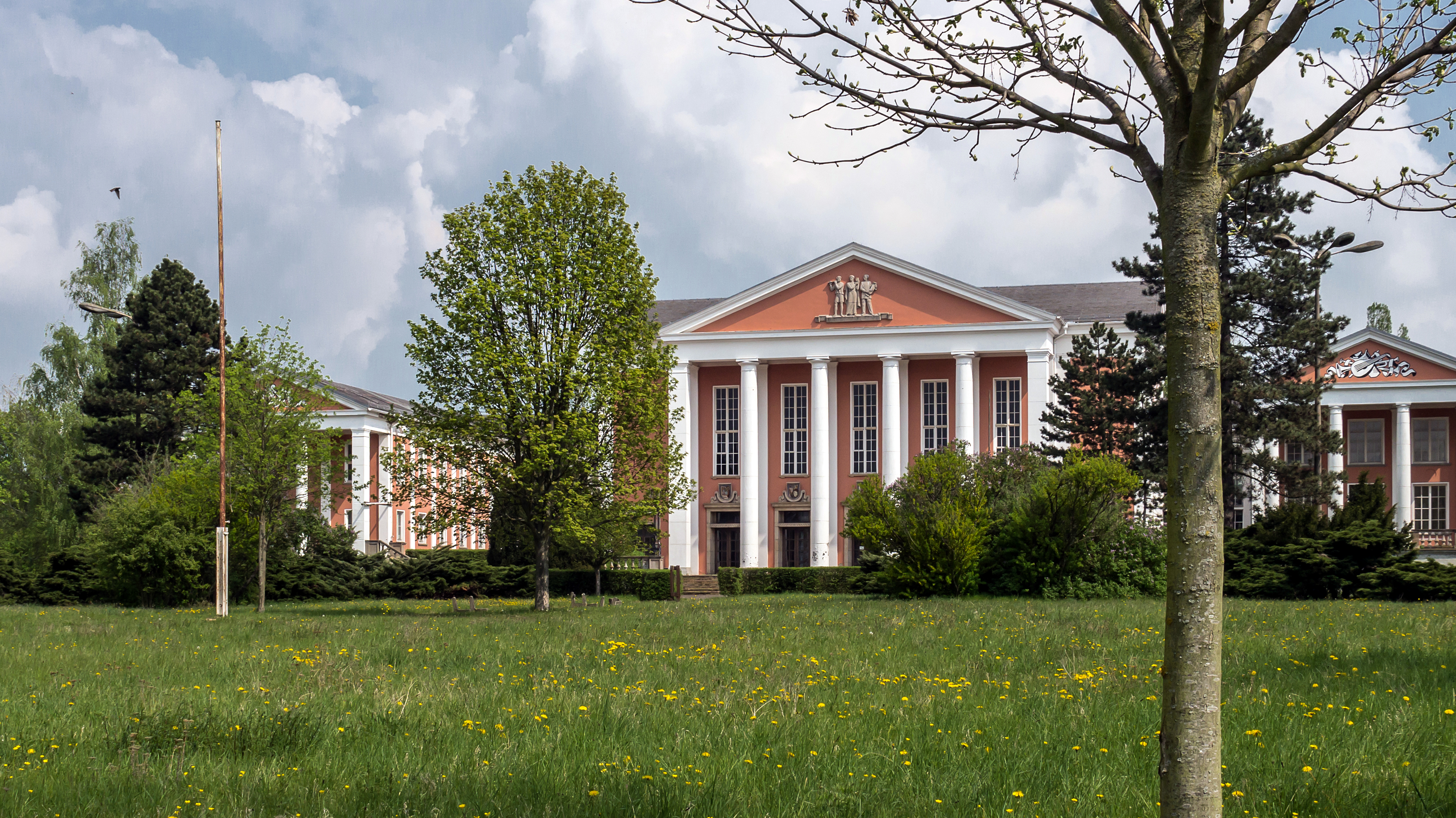
A Kulturpalast Unterwellenborn
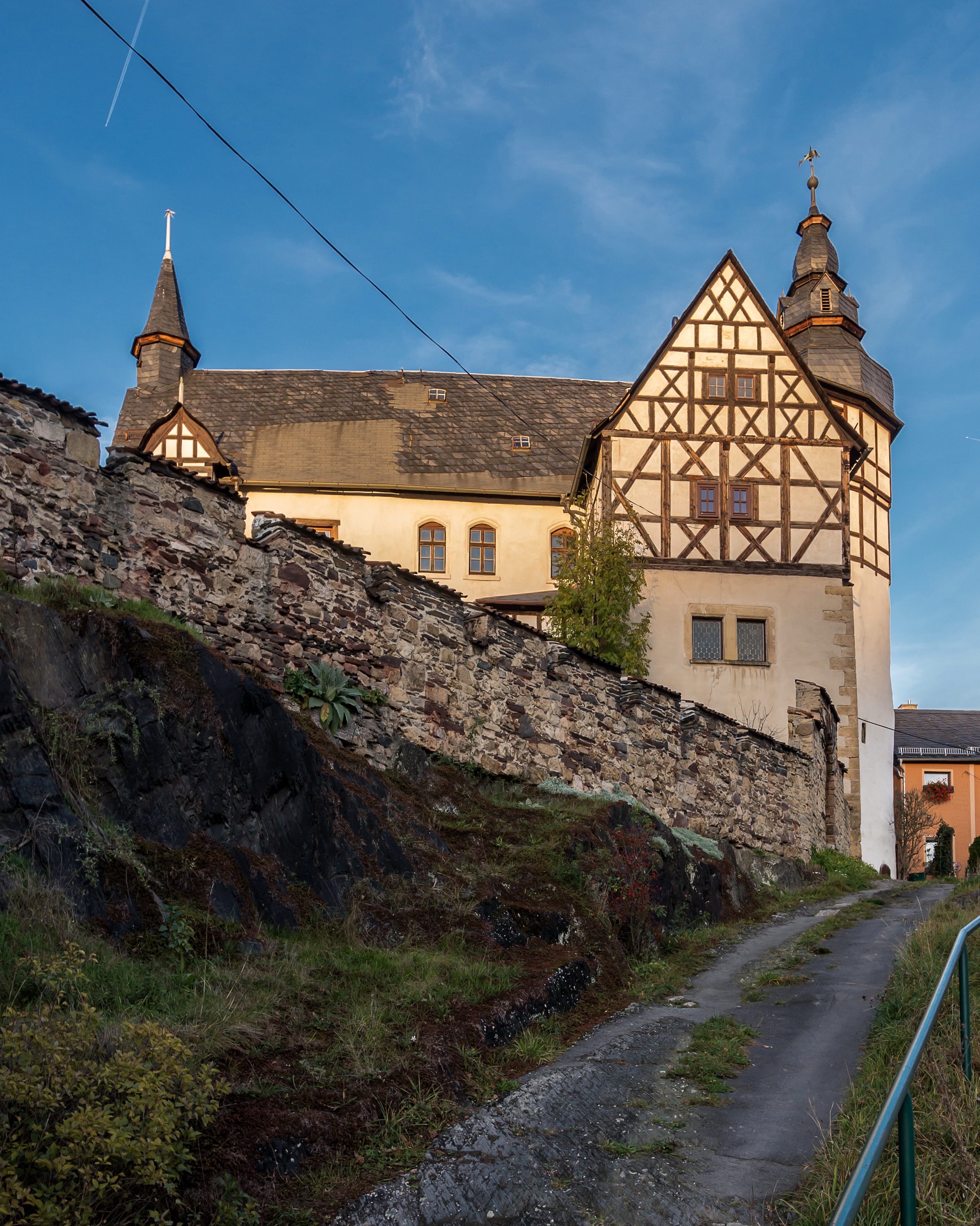
a kaulsdorfi kastély
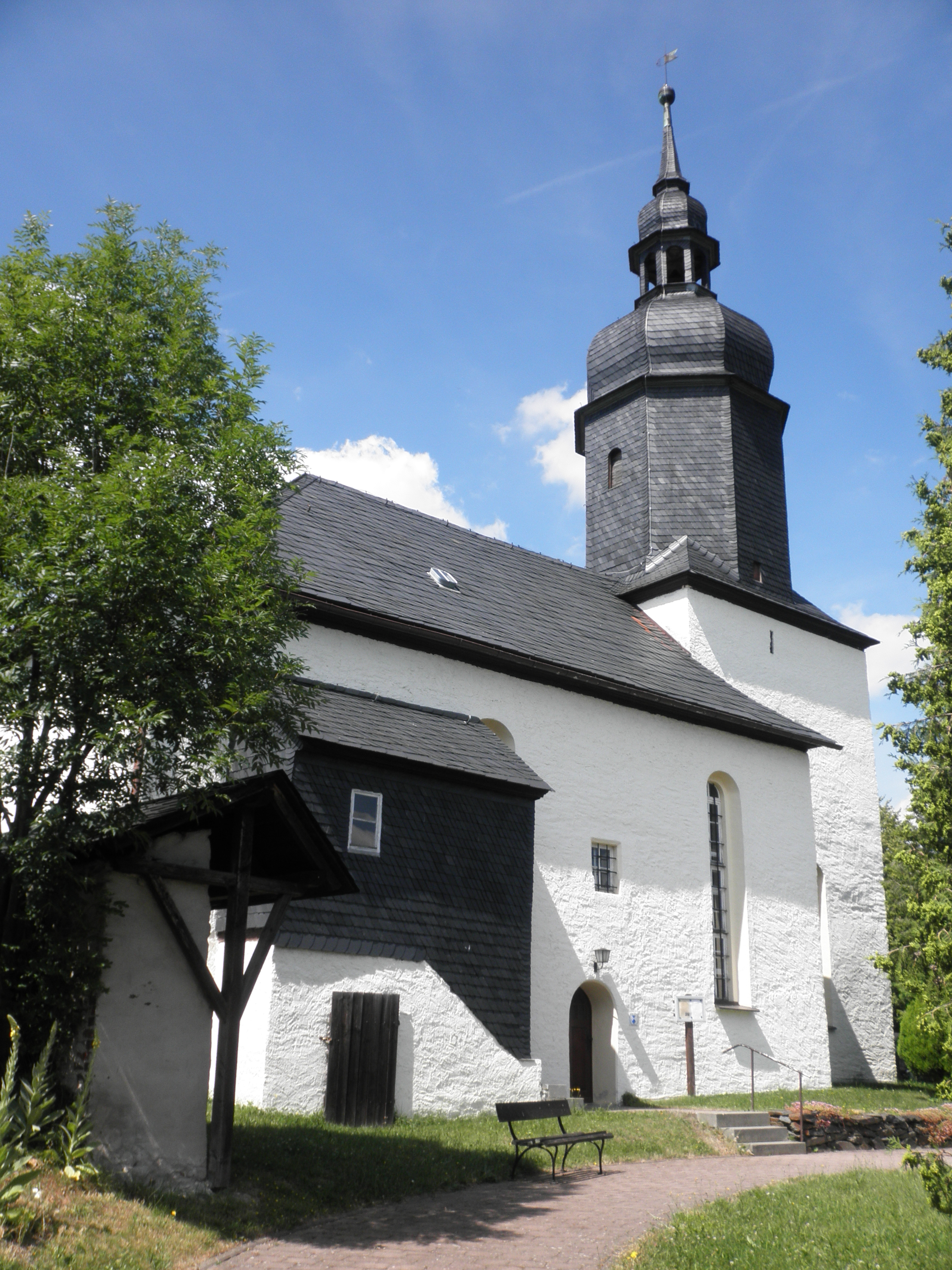
Altenbeuthen
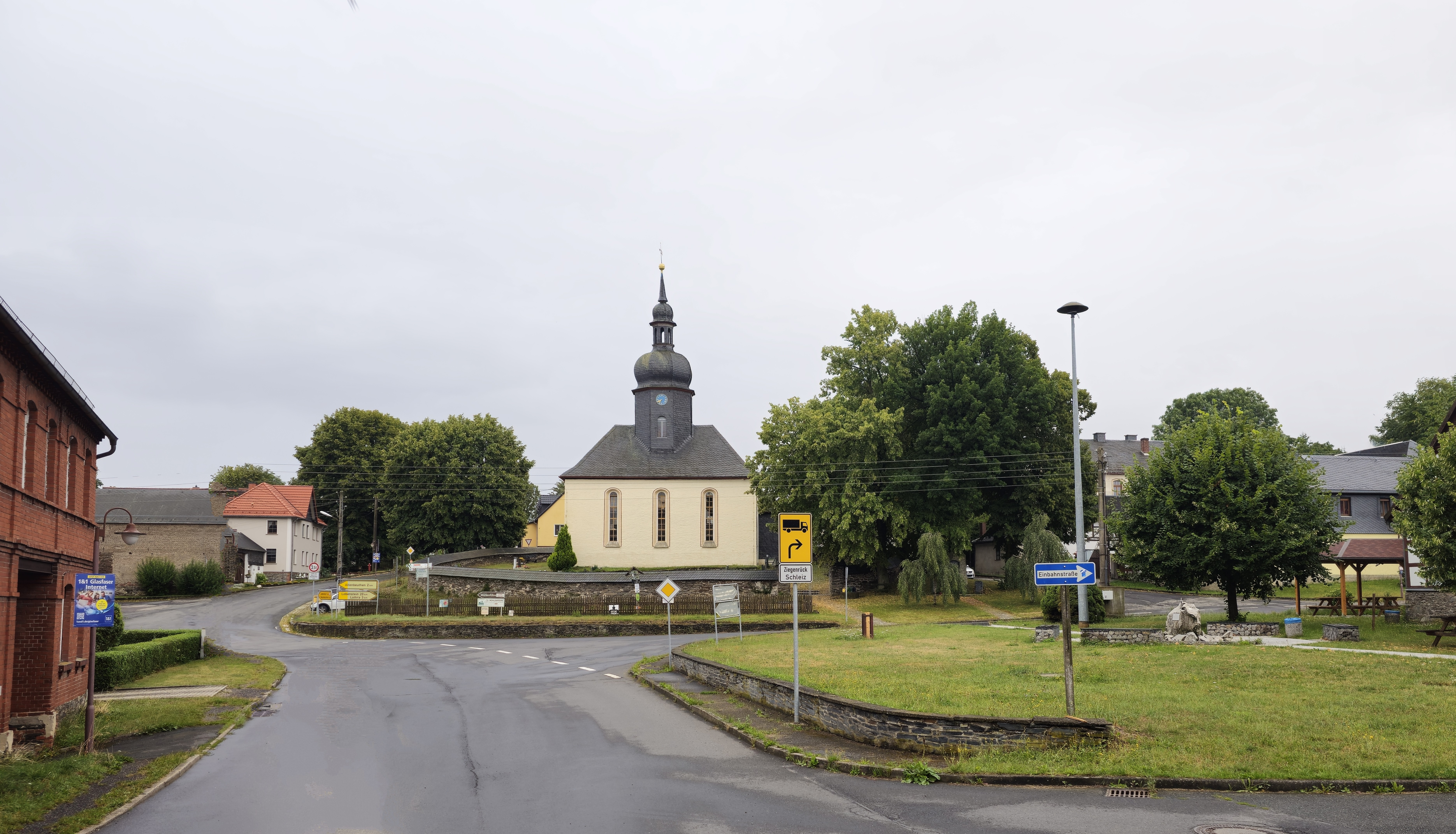
Drognitz
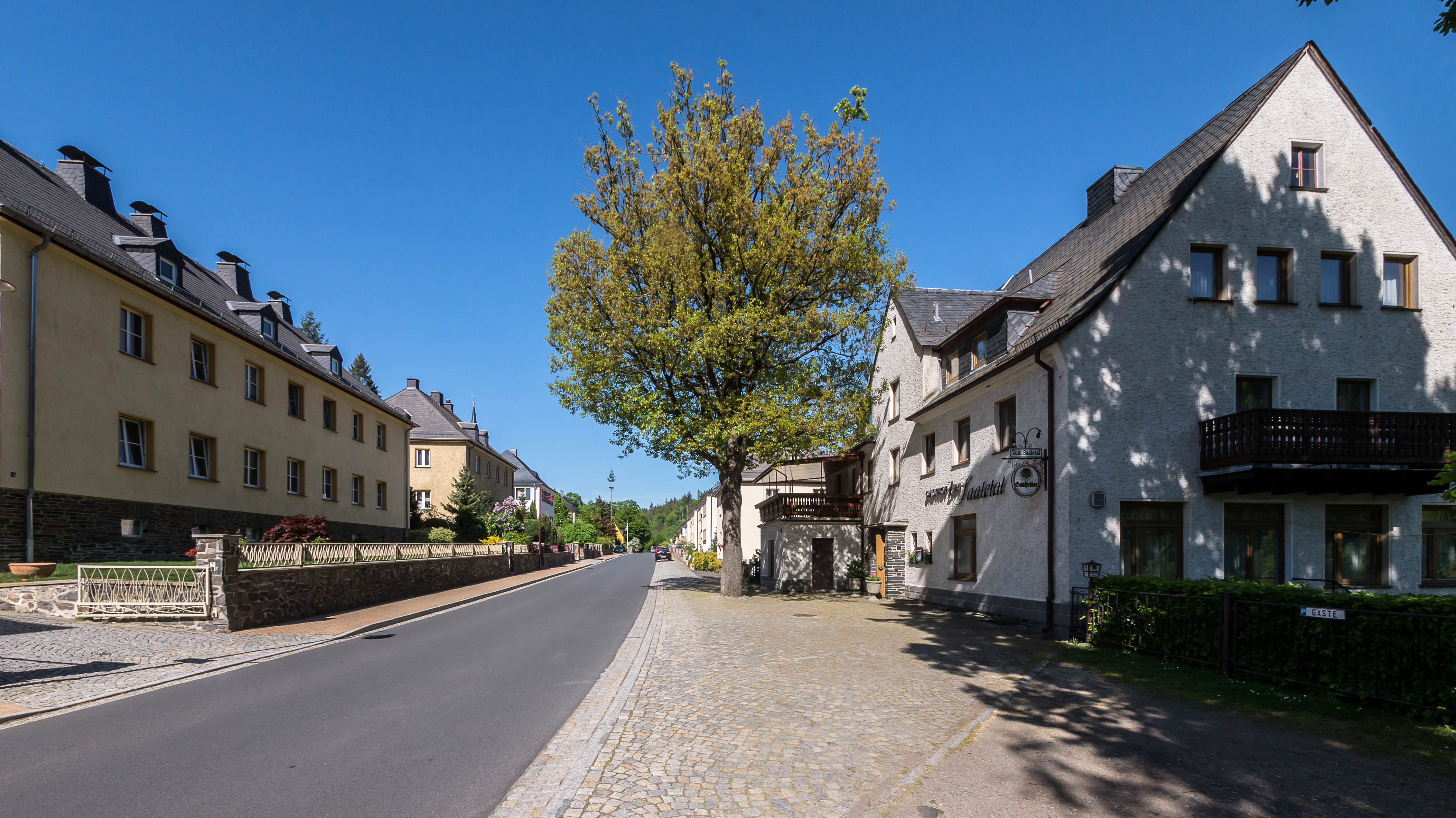
Hohenwarte
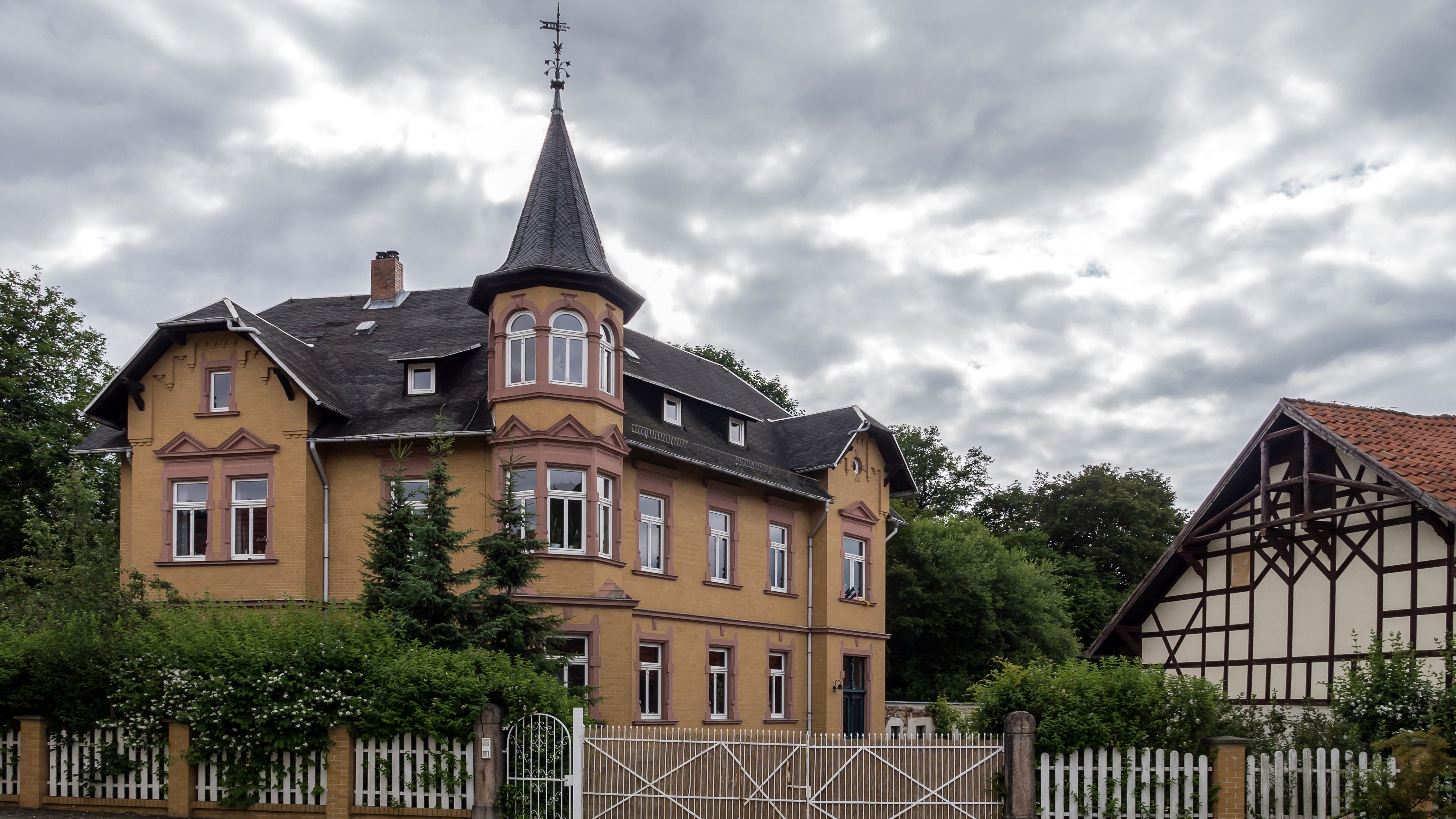
Bechstedt

## Fordítás
Ez a szócikk részben vagy egészben  a   Landkreis Saalfeld-Rudolstadt című német Wikipédia-szócikk fordításán alapul.  Az eredeti cikk szerkesztőit annak laptörténete sorolja fel. Ez a jelzés csupán a megfogalmazás eredetét és a szerzői jogokat jelzi, nem szolgál a cikkben szereplő információk forrásmegjelöléseként.